# Alex Fontana
Alex Fontana, né le 5 août 1992 à Lugano, est un pilote automobile suisse.

## Biographie
Commençant sa carrière en monoplace en 2009, Fontana remporte l'European F3 Open en 2011, et rejoint le championnat de Formule 2 FIA l'année suivante. Septième avec une victoire, le Suisse intègre les GP3 Series en 2013 et remporte un podiums. Il rempile l'année suivante et décroche deux podiums. Toujours en GP3 en 2015, il réalise la dernière manche de la première saison championnat de Formule E FIA avec Trulli Formula E Team.

## Résultats en compétition automobile
- 2009 : 
  - Formule Abarth : 7e, deux victoires.
- 2010 : 
  - Championnat d'Italie de Formule 3 : 27e.
- 2011 : 
  - European F3 Open : Champion, deux victoires.
  - GP3 Series : 24e (deux courses).
- 2012 : 
  - Formule 2 : 7e, une victoire.
  - GP3 Series : 18e (quatre courses).
- 2013 : 
  -  GP3 Series : 17e, un podium.
- 2014 : 
  - GP3 Series : 11e, deux podiums.
- 2015 : 
  - GP3 Series : 16e 
  - Formula Renault 3.5 Series : 24e (une course)
  - Formule E : 33e (deux courses)